# Liste de virus affectant la pomme de terre
Cet article contient une liste de virus affectant les cultures de pomme de terre. La liste n'est pas exhaustive

## Liste
| Genre             | Famille           | Nom français                                              | Abrév. | Nom anglais                    |
| ----------------- | ----------------- | --------------------------------------------------------- | ------ | ------------------------------ |
| Alfamovirus       | Bromoviridae      | Virus de la mosaïque de la luzerne                        | AMV    | Alfalfa mosaic virus           |
| Tymovirus         | Tymoviridae       | Virus andin latent de la pomme de terre                   | APLV   | Andean potato latent virus     |
| Comovirus         | Secoviridae       | Virus de la marbrure de la pomme de terre des Andes       | APMV   | Andean potato mottle virus     |
| Nepovirus         | Secoviridae       | Virus B de l’arracacha                                    | AVB    | Arracacha virus B              |
| Curtovirus        | Geminiviridae     | Virus de l'enroulement apical de la betterave             | BCTV   | Beet curly top virus           |
| Polerovirus       | Luteoviridae      | Virus de la jaunisse occidentale de la betterave          | BWYV   | Beet western yellow virus      |
| Cucumovirus       | Bromoviridae      | Virus de la mosaïque du concombre                         | CMV    | Cucumber mosaic virus          |
| Nucleorhabdovirus | Rhabdoviridae     | Virus de la marbrure et du rabougrissement de l'aubergine | EMDV   | Eggplant mottled dwarf virus   |
| Potexvirus        | Alphaflexiviridae | Virus de la mosaïque aucuba de la pomme de terre          | PAMV   | Potato aucuba mosaic virus     |
| Nepovirus         | Secoviridae       | Virus des anneaux noirs de la pomme de terre              | PBRSV  | Potato black ringspot virus    |
| Begomovirus       | Geminiviridae     | Virus de la mosaïque déformante de la pomme de terre      | PDMV   | Potato deforming mosaic virus  |
| Carlavirus        | Betaflexiviridae  | Virus latent de la pomme de terre                         | PotLV  | Potato latent virus            |
| Polerovirus       | Luteoviridae      | Virus de l'enroulement de la pomme de terre               | PLRV   | Potato leafroll virus          |
| Pomovirus         | non assignée      | Virus de la fasciation de la pomme de terre               | PMTV   | Potato mop-top virus           |
| Carlavirus        | Betaflexiviridae  | Virus du nanisme rugueux de la pomme de terre             | PRDV   | Potato rough dwarf virus       |
| Potyvirus         | Potyviridae       | Virus A de la pomme de terre                              | PVA    | Potato virus A                 |
| Carlavirus        | Betaflexiviridae  | Virus M de la pomme de terre                              | PVM    | Potato virus M                 |
| Carlavirus        | Betaflexiviridae  | Virus S de la pomme de terre                              | PVS    | Potato virus S                 |
| Trichovirus       | Betaflexiviridae  | Virus T de la pomme de terre                              | PVT    | Potato virus T                 |
| Nepovirus         | Secoviridae       | Virus U de la pomme de terre                              | PVU    | Potato virus U                 |
| Potyvirus         | Potyviridae       | Virus V de la pomme de terre                              | PVV    | Potato virus V                 |
| Potexvirus        | Alphaflexiviridae | Virus X de la pomme de terre                              | PVX    | Potato virus X                 |
| Potyvirus         | Potyviridae       | Virus Y de la pomme de terre                              | PVY    | Potato virus Y                 |
| Nucleorhabdovirus | Rhabdoviridae     | Virus de la jaunisse nanisante de la pomme de terre       | PYDV   | Potato yellow dwarf virus      |
| Begomovirus       | Geminiviridae     | Virus de la mosaïque jaune de la pomme de terre           | PYMV   | Potato yellow mosaic virus     |
| Crinivirus        | Closteroviridae   | Virus des nervures jaunes de la pomme de terre            | PYVV   | Potato yellow vein virus       |
| Alfamovirus       | Bromoviridae      | Virus du jaunissement de la pomme de terre                | PYV    | Potato yellowing virus         |
| Begomovirus       | Geminiviridae     | Virus de l’enroulement apical des solanums                | SALCV  | Solanum apical leaf curl virus |
| Carlavirus        | Betaflexiviridae  | Virus latent de la pomme de terre du sud                  | SoPLV  | Southern potato latent virus   |
| Sobemovirus       | non assignée      | Virus de la mosaïque du chénopode                         | SMV    | Sowbane mosaic virus           |
| Potyvirus         | Potyviridae       | Virus de la gravure du tabac                              | TEV    | Tobacco etch virus             |
| Tobamovirus       | non assignée      | Virus de la mosaïque du tabac                             | TMV    | Tobacco mosaic virus           |
| Necrovirus        | Tombusviridae     | Virus de la nécrose du tabac                              | TNV    | Tobacco necrosis virus         |
| Tobravirus        | Virgaviridae      | Virus du rattle du tabac                                  | TRV    | Tobacco rattle virus           |
| Necrovirus        | Tombusviridae     | Virus des taches en anneau du tabac                       | TRSV   | Tobacco ringspot virus         |
| Ilarvirus         | Bromoviridae      | Virus de la striure du tabac                              | TSV    | Tobacco streak virus           |
| Nepovirus         | Secoviridae       | Virus de l’anneau noir de la tomate                       | TBRV   | Tomato blackring virus         |
| Tobamovirus       | non assignée      | Virus de la mosaïque de la tomate                         | ToMV   | Tomato mosaic virus            |
| Tospovirus        | Bunyaviridae      | Virus de la maladie bronzée de la tomate                  | TSWV   | Tomato spotted wilt virus      |
| Potyvirus         | Potyviridae       | Virus de la mosaïque de la pomme de terre sauvage         | WPMV   | Wild potato mosaic virus       |
| Potyvirus         | Potyviridae       | Virus de la mosaïque de la jusquiame                      | HeMV   | Henbane mosaic virus           |